# Novantinoe mathani
Novantinoe mathani är en skalbaggsart som först beskrevs av Jean François Villiers 1959.  Novantinoe mathani ingår i släktet Novantinoe och familjen långhorningar. Inga underarter finns listade i Catalogue of Life.